# Messas
Messas település Franciaországban, Loiret megyében. Lakosainak száma 1029 fő (2022. január 1.). Messas Le Bardon, Baule, Beaugency, Cravant és Villorceau községekkel határos.

## Népesség
A település népességének változása:
| Lakosok száma | 521  | 599  | 925  | 909  | 871  | 878  | 923  | 1004 | 1009 | 1029 |
|               | 1968 | 1982 | 1990 | 2006 | 2013 | 2015 | 2017 | 2019 | 2020 | 2022 |